# Баффи — истребительница вампиров (сезон 1)
Первый сезон американского телесериала «Баффи — истребительница вампиров» вышел в эфир 10 марта 1997 года в качестве межсезонной замены на канале The WB — сезон, состоящий из 12 эпизодов закончился 2 июня 1997 год. Серии выходили в эфир по понедельникам в 21:00 по Восточному времени.

## Сюжет
Баффи Саммерс с мамой Джойс Саммерс перебирается в город Саннидэйл, где она надеется избежать своих обязанностей как Истребительница. Её планы осложняет Руперт Джайлз, её новый Наблюдатель, напоминающий о неизбежном присутствии Зла. Кроме того, мужчина работает школьным библиотекарем, тем самым большую часть времени находясь рядом с Баффи. Саннидэйлская школа находится у Адских уст — портала, который привлекает сверхъестественные феномены к городу.
Баффи решает больше времени уделять своей нормальной жизни: она подружилась с отличницей Уиллоу Розенберг, увлекающейся магией и всем необычным, и двоечником Ксандером Харрисом — вместе они будут помогать Баффи бороться с силами Зла, но прежде всего они должны предотвратить открытие Адских врат древним и особо опасным вампиром — Мастером, который занят поисками Помазанника — своего посредника, который должен стать ключевой фигурой в грядущем Конце света.

## В ролях

### Основной состав
- Сара Мишель Геллар — Баффи Саммерс
- Николас Брендон — Александер «Ксандер» Харрис
- Элисон Ханниган — Уиллоу Розенберг
- Каризма Карпентер — Корделия Чейз
- Энтони Стюарт Хэд — Руперт Джайлз

### Приглашённые звёзды
- Дэвид Борианаз — Ангел (7 эпизодов)
- Кристин Сазерленд — Джойс Саммерс (7 эпизодов)
- Марк Меткалф — Мастер (6 эпизодов)
- Кен Лёрнер — директор Флути (4 эпизода)
- Эндрю Джей Ферхланд — Помазанник (4 эпизода)
- Джули Бенц — Дарла (3 эпизода)
- Робиа ЛаМорте — Дженни Кэлендар (2 эпизода)
- Армин Шимермен — директор Снайдер (2 эпизода)
- Эрик Бальфур — Джесси МакНелли (2 эпизода)
- Мерседес МакНаб — Хармони Кендалл (2 эпизода)
- Брайан Томпсон — Люк (2 эпизода)
- Элизабет Энн Аллен — Эми Мэдисон (1 эпизод)
- Дин Батлер — Хэнк Саммерс (1 эпизод)

## Эпизоды
| № общий | № в сезоне | Название                                                                              | Режиссёр           | Автор сценария                                                | Дата премьеры  | Произв. код | Зрители в США (млн) |
| --- | ---------- | ------------------------------------------------------------------------------------- | ------------------ | ------------------------------------------------------------- | -------------- | ----------- | ------------------- |
| 0 | 0          | «Невыпущенный пилот» «Unaired Pilot»                                                  | Джосс Уидон        | Джосс Уидон                                                   | N/A            | 4V79        | N/A                 |
| Школьница Баффи переезжает в городок Саннидэйл, скрывая секрет — она избранная истребительница вампиров. |            |                                                                                       |                    |                                                               |                |             |                     |
| 1 | 1          | «Добро пожаловать в Адскую Пасть» «Welcome to the Hellmouth»                          | Чарльз Мартин Смит | Джосс Уидон                                                   | 10 марта 1997  | 4V01        | 4.8                 |
| Баффи Саммерс уверена, что ей и её матери Джойс удастся начать новую жизнь в тихом маленьком городке Саннидэйл и забыть о том, что когда-то она сожгла школьный спортзал со стаей разъярённых вампиров. Баффи — истребительница, Избранная, единственная в своём поколении, кто должен очистить мир от созданий Тьмы. Однако выясняется, что школьный библиотекарь Руперт Джайлз — её новый Наблюдатель. Кроме того, новые друзья Баффи — скромница Уиллоу и остряк Ксандер — узнав, кто такая Баффи на самом деле, полны решимости помочь ей в истреблении нечисти. Первый же день в школе омрачается новостью о грядущем Апокалипсисе под руководством древнего вампира, которого зовут Мастер. |            |                                                                                       |                    |                                                               |                |             |                     |
| 2 | 2          | «Жатва» «The Harvest»                                                                 | Джон Т. Кретчмер   | Джосс Уидон                                                   | 10 марта 1997  | 4V02        | 4.8                 |
| Прислужники Мастера похищают Джесси, друга Ксандера. Уиллоу и Джайлз пытаются найти информацию о грядущей Жатве, а Баффи с Ксандером отправляются спасать друга. Выясняется, что Мастер заключён в магической тюрьме и, чтобы освободиться, ему нужно установить связь с одним из вампиров, от которого он будет черпать силы. Закончив ритуал, Мастер посылает стаю голодных кровососов в Бронзу — клуб, где отдыхают все школьники Саннидэйла. |            |                                                                                       |                    |                                                               |                |             |                     |
| 3 | 3          | «Колдунья» «Witch»                                                                    | Стивен Крэгг       | Дана Рестон                                                   | 17 марта 1997  | 4V03        | 4.6                 |
| Что-то странное происходит в школе — несколько школьниц становятся жертвами заклинаний неизвестной ведьмы. Под злые чары попадает и сама истребительница. Чтобы спасти подопечную и других жертв, Джайлз направляется в логово юной ведьмы Эми, виновной во всех неприятностях, и с удивлением узнаёт, что дела обстоят совсем не так, как казалось сначала. |            |                                                                                       |                    |                                                               |                |             |                     |
| 4 | 4          | «Любимчик учителя» «Teacher's Pet»                                                    | Брюс Сет Грин      | Дэвид Гринуолт                                                | 24 марта 1997  | 4V04        | 3.0                 |
| Несчастья сваливаются на Саннидэйлскую школу одно за другим — обнаружено обезглавленное тело преподавателя биологии! Баффи и её друзья решают выяснить, кто стоит за этим преступлением, а новая учительница, красотка Натали Фрэнч, приковывает взгляды всех мальчишек школы. Натали приглашает Ксандера к себе домой, и вскоре юноша становится заложником гигантской самки богомола, которая готова к спариванию, чтобы дать жизнь новому потомству. |            |                                                                                       |                    |                                                               |                |             |                     |
| 5 | 5          | «Никогда не убивай парня на первом свидании» «Never Kill a Boy on the First Date»     | Дэвид Семел        | Роб Дес Хотел и Дин Батали                                    | 31 марта 1997  | 4V05        | 4.0                 |
| Баффи решает игнорировать известие Джайлза о том, что скоро Мастер совершит ритуал, после которого воспрянет его самый могучий воин — Помазанник, который сможет победить Истребительницу. А девушка в это время занята подготовкой к первому свиданию с одним из самых симпатичных парней школы. Когда знамения начинают сбываться одно за другим, Джайлз решает в одиночку сразиться с Помазанником. Баффи приходит на выручку своему Наблюдателю и сражается с сильным вампиром, которого она и приняла за Мастера, в то время как древний вампир ожидает появления настоящего Помазанника. |            |                                                                                       |                    |                                                               |                |             |                     |
| 6 | 6          | «Стая» «The Pack»                                                                     | Брюс Сет Грин      | Мэтт Кине и Джо Рейнкемайер                                   | 7 апреля 1997  | 4V06        | 3.6                 |
| Поход в зоопарк оборачивается новой загадкой для Баффи и её друзей — Ксандер и ещё несколько ребят начинают вести себя словно животные, не контролирующие свои инстинкты. Вскоре в школе находят обезглавленное тело директора Флути, которого кто-то явно пытался съесть, а Джайлз, между тем, узнаёт, что ребята стали одержимы по ошибке — вместо них эти силы должен был получить совершенно другой человек, который жаждет вернуть то, что у него взяли. |            |                                                                                       |                    |                                                               |                |             |                     |
| 7 | 7          | «Ангел» «Angel»                                                                       | Скотт Бразил       | Дэвид Гринуолт                                                | 14 апреля 1997 | 4V07        | 3.4                 |
| Мастер в ярости — Баффи убила его лучших слуг, и теперь он готов на всё, чтобы уничтожить истребительницу. Эту важную миссию он поручает своей приближённой Дарле, у которой уже созрел коварный план. Между тем, Баффи пытается разобраться в чувствах к таинственному незнакомцу Ангелу, который оказывается вампиром. И более того — в отличие от остальных вампиров, он наделён душой, чтобы мучаться за свои прошлые злодеяния. |            |                                                                                       |                    |                                                               |                |             |                     |
| 8 | 8          | «Я — робот, ты — Джейн» «I, Robot... You, Jane»                                       | Стивен Поузи       | Эшли Гейбл и Томас А. Свиден                                  | 28 апреля 1997 | 4V08        | 2.5                 |
| У Уиллоу появляется таинственный друг по переписке, некий Малькольм, а Джайлз находит древнюю книгу, в которой был дух демона Моллоха. Наблюдатель подозревает, что Моллох переместился из книги в компьютеры в школьном центре, и ему кажется, что Малькольм — и есть Моллох. Баффи спешит на помощь подруге, которая не знает, что Моллох решил создать себе тело. |            |                                                                                       |                    |                                                               |                |             |                     |
| 9 | 9          | «Кукольное представление» «The Puppet Show»                                           | Эллен С. Прессман  | Роб Дес Хотел и Дин Батали                                    | 5 мая 1997     | 4V09        | 2.6                 |
| В школе появляется новый директор, который привлёк Баффи и её друзей к участию в ежегодном конкурсе талантов. Между тем, найдено тело ученицы с вырезанным сердцем. Джайлз считает, что вина за преступление лежит на демоне, принявшем человеческий облик — ему нужна ещё одна жертва, чтобы остаться в обличье человека на следующие семь лет. Между тем, внимание Баффи привлекает нервный парень из школьного спектакля со странной ручной куклой… |            |                                                                                       |                    |                                                               |                |             |                     |
| 10 | 10         | «Ночные кошмары» «Nightmares»                                                         | Брюс Сет Грин      | Сюжет: Джосс Уидон Телесценарий: Дэвид Гринуолт               | 12 мая 1997    | 4V110       | 3.5                 |
| Всех жителей Саннидэйла преследуют ночные кошмары, которые стали явью — по вине таинственного мальчика, каждый испытывает в реальности все свои самые потаённые страхи: Ксандер спасается от клоуна, который пугал его в детстве, а Уиллоу вот-вот споёт арию в опере. Баффи решает разобраться в происходящем, пока она не испытала свой самый жуткий кошмар. |            |                                                                                       |                    |                                                               |                |             |                     |
| 11 | 11         | «Девочка-невидимка (Чокнутая невидимка)» «Invisible Girl (Out of Mind, Out of Sight)» | Реза Бадийи        | Сюжет: Джосс Уидон Телесценарий: Эшли Гейбл и Томас А. Свиден | 17 мая 1997    | 4V11        | 3.4                 |
| Корделия и её подруги становятся жертвами нападения таинственной невидимой девочки. Тем временем, Ангел пытается помочь Джайлзу и отдаёт ему древнюю книгу под названием Кодекс, который проливает свет на будущее Истребительницы вампиров. |            |                                                                                       |                    |                                                               |                |             |                     |
| 12 | 12         | «Девушка из пророчества» «Prophecy Girl»                                              | Джосс Уидон        | Джосс Уидон                                                   | 2 июня 1997    | 4V12        | 4.0                 |
| В Саннидэйле происходит сильное землетрясение — последнее знамение в пророчестве, и город наводнён вампирами. Баффи не хочет мириться со своей судьбой, она слагает с себя обязанности Истребительницы, чтобы жить нормальной жизнью, однако после массового убийства её одноклассников девушка понимает, что она единственная, кто способен помешать Мастеру, и отправляется в логово вампира, чтобы сразиться с ним один на один. |            |                                                                                       |                    |                                                               |                |             |                     |

## Производство

### Истоки
Сценарист Джосс Уэдон говорит, что «„Ронда — бессмертная официантка“ стала воплощением концепции о Баффи — обычная внешне женщина оказывается экстраординарным человеком». Эта ранняя задумка позже была воплощена в образе Баффи — модернизированной голливудской формуле «девушка-блондинка идёт во тьму, где её убивает монстр». Уэдон хотел создать персонажа, которая стала бы героиней. Самый главный посыл самого первого эпизода «упоение женской силой: обладание ею, использование и возможность делиться ею».
Впервые идея была использована в фильме 1992 года, снятому по сценарию Уэдона «Баффи — истребительница вампиров», в котором главную роль сыграла Кристи Свонсон. Режиссёр, Френ Рубель Кузуй, считает, что этот «гимн поп-культуре, отражающий мнение людей о вампирах». Уэдон не согласился с данным высказыванием: «Я писал жуткую историю о сильной женщине, а они превратили её в полоумную комедию. Меня это подкосило». Сценарий высоко оценили в кино-индустрии, но картина вышла провальной.
Через несколько лет исполнительный продюсер канала «Fox», Гейл Беорман, пригласила Уэдона заняться разработкой телевизионной версии фильм. Уэдон говорит: «Они спросили меня — „Хочешь сделать сериал?“ Тогда я подумал — „Школа это настоящий Ад“. Такая метафора стала центральной в концепции шоу, и таким я его и подал зрителям». Сверхъестественные проблемы стали метафорой внутренних переживаний молодых персонажей. В итоге, Уэдон снял 25-минутный «Пилотный эпизод» для студии, в результате чего, сериал был куплен компанией The WB Television Network. Премьера первого эпизода состоялась 10 марта 1997 года, а промокампания шоу включала серию клипов под общим названием «History Of The Slayer».

### Съёмочная группа
Создатель сериала Джосс Уэдон выполнял функции исполнительного продюсера и шоу-раннера. Дэвид Гринвол также исполнил обязанности соисполнительного продюсера, так как руководство канала сомневалось в том, что Уэдон сможет в одиночку справиться с шоу, так как ранее он был руководителем телевизионного проекта. Уэдон написал большую часть эпизодов сезона — пилотный эпизода, следующие три, а также стал автором сюжета следующих двух серий. Гринволт написал сценарий трёх эпизодов, стал автором сюжета двух серий, а также написал сценарий по мотивам сюжета Уэдона. Редакторы Роб Дэс Отель и Дин Батал написал два эпизода, а Мэтт Кин и Джо Рейнкимейер написал один эпизод. Сценаристы Эшли Гейбл и Томас А. Свиден написали один эпизод, а также создали сценарий по сюжету Уэдона. Дана Рестон также написала сценарий одного эпизода.
Брюс Сет Грин срежиссировал три эпизода, а Уэдон поставил два, а также оригинальный неизданный пилотный эпизод. Дебютом Уэдона на телевидении стал финал первого сезона под названием «Prophecy Girl».

### Награды
Пилотный эпизод «Welcome To The Hellmouth» был номинирован на премию «Эмми» в номинации «Выдающееся достижение в области грима».

### Выход на видео
Первый сезон под названием «Buffy The Vampire Slayer: The Complete First Season» был выпущен в первом регионе 15 января 2001 года и 27 ноября 2000 в регионе 2. Издание включало все 12 эпизодов на 3 дисках в формате 1.33:1. Бонусные материалы включали в себя комментарии Джосса Уэдона к эпизодам «Welcome to Hellmouth» и «The Harvest», сценарии к этим эпизодам, интервью с Джоссом Уэдоном и Дэвидом Бореаназом. В интервью Джосс Уэдон обсуждает эпизоды «Witch», «Never Kill A Boy On The First Date», «Angel» и «The Puppet Show». Также на дисках размещены трейлеры сериала, фотогалерея, биографии актёров и создателей, а также эксклюзивные материалы для DVD-ROM.
В России сериал официально не издавался.